# Estadio Lic. Eduardo Vasconcelos
Das Estadio Lic. Eduardo Vasconcelos ist ein Baseballstadion in Oaxaca, Mexiko. Das Stadion wurde 1950 eröffnet.

## Nutzung
Das Estadio Lic. Eduardo Vasconcelos wird hauptsächlich für Baseballspiele genutzt. Das professionelle Baseballteam Guerreros de Oaxaca aus der Liga Mexicana de Béisbol, trägt seine Heimspiele seit 1996 im Stadion aus. Seit seiner Gründung 1950 diente das Stadion zudem als Spielstätte der ortsansässigen Universidad Autónoma Benito Juárez de Oaxaca.
Im Jahr 2008 fand eine umfassende Renovierung und ein Ausbau des Stadions durch das Architekturbüro BROISSINarchitects statt. Seither ist das Stadion nur eines von drei der LMB mit Kunstrasen.